# Rákóczi 1. sz. barlang

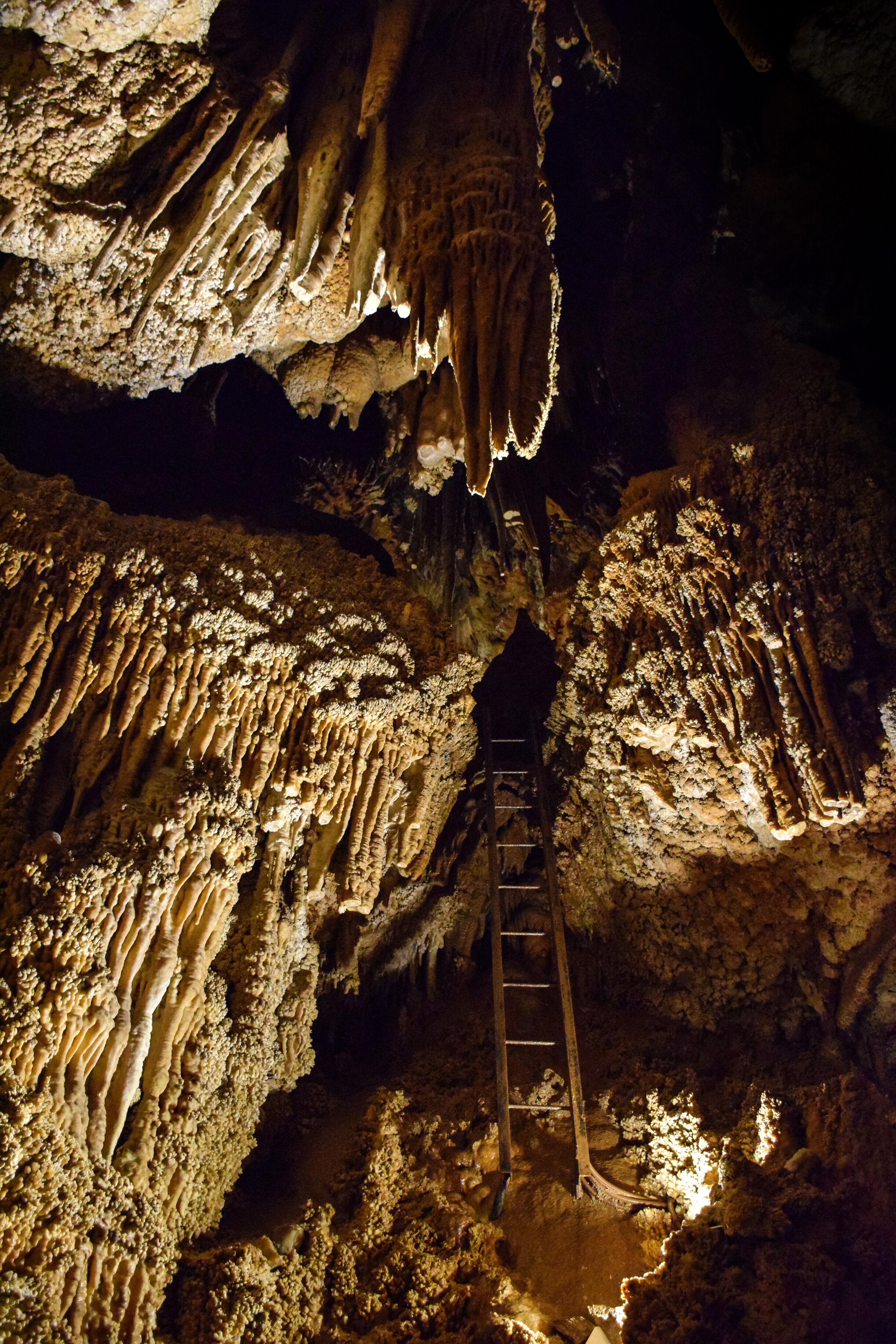
Rákóczi 1. sz. barlang (2018)

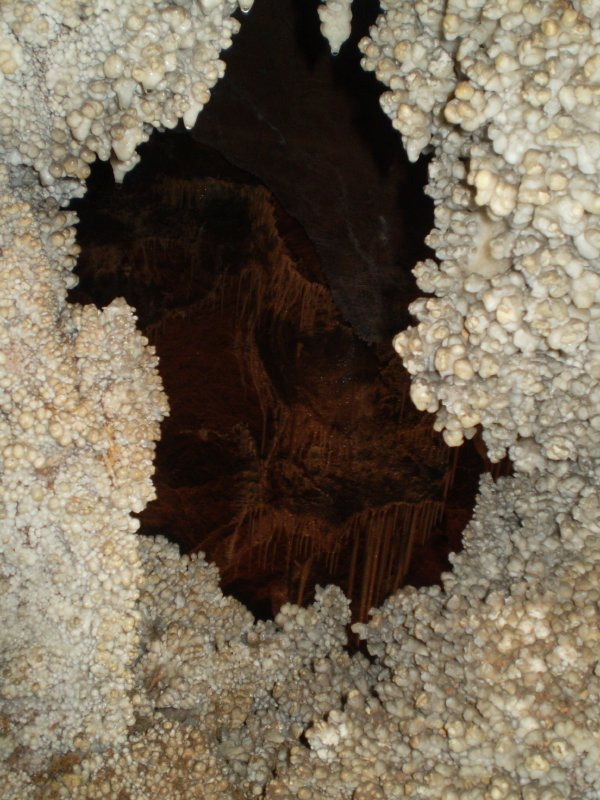
Képződmények a Rákóczi 1. sz. barlangban

A Rákóczi 1. sz. barlang az Aggteleki Nemzeti Parkban lévő Esztramos-hegy belsejében található egyik barlang. Magyarország egyik különösen változatos és gazdag formavilágú, fokozottan védett barlangja. Ez az egyik legszebb, idegenforgalom számára megnyitott barlang hazánkban. A barlang az Aggteleki-karszt és a Szlovák-karszt többi barlangjával együtt 1995 óta a világörökség része.

## Leírás
Megközelíthető Bódvarákó felől. A településhatár tábla előtt balra kell fordulni és onnan egyenesen, körülbelül egy kilométerre, a már nem működő bánya területén található a jegypénztár, ahonnan óránként indulnak a látogatócsoportok. A barlang az Esztramos hegyi kőfejtő egyik, felhagyott bányatáróján át, mintegy 160 méternyi séta után érhető el. Az ugyanabban a táróban nyíló Rákóczi 3. sz. barlang bejáratától 33,5 méterre van a bejárata.
Különlegessége a különféle képződmények változatossága és egymásra települése. A barlang falait nagyon változatos formájú és színvilágú képződmények borítják, például több rétegben egymásra rakódott cseppkövek, különféle borsókövek, szegfűkalcitok és aragonitbokrok. Megfigyelhetők a barlangban nagy méretű cseppkőfüggönyök, cseppkőzászlók és tömegesen előforduló heliktitbokrok, valamint gömbüstök. A barlang alján két barlangi tó található és a járatainak a nagyobbik része a víz alatt helyezkedik el.
A barlang a triász mészkőben keletkezett és függőleges hasadékok mentén alakult ki, részben vízszint alatti oldással. Kordos László szerint a területen, a pliocén óta csökkenő karsztvízszint a jellemző, ez játszhatott szerepet járatok és az az üstös oldásformák kialakulásában. A tavak mai vízszintje a Bódva középvíz-szintjével egy magasságban helyezkedik el. A barlangban talált ásványok alapján sokan meleg vizes, illetve kevert vizes eredetet feltételeznek. A mélysége 61 méter, a magassága 18 méter és a függőleges kiterjedése 79 méter. A lezárt barlangot villanyvilágítással látták el, vas járószintekkel, lépcsőkkel és létrákkal építették ki. A nagyközönség számára szakvezetéssel, egész évben látogatható, maximum 10 fős csoportokban. Az idegenforgalom számára nem megnyitott szakaszok az Aggteleki Nemzeti Park Igazgatóság engedélyével járhatók.
A Tornaszentandráson található fokozottan védett öt barlang egyike, a másik négy az Esztramosi Felső-táró 2. sz. ürege, a Rákóczi 2. sz. barlang, a Rákóczi 3. sz. barlang és a Rákóczi-oldaltáró barlangja. Az Esztramos-hegy fokozottan védett hat barlangja közül az egyik, a másik öt az Esztramosi Felső-táró 2. sz. ürege, az Esztramosi Földvári Aladár-barlang, a Rákóczi 2. sz. barlang, a Rákóczi 3. sz. barlang és a Rákóczi-oldaltáró barlangja.
A barlang II. Rákóczi Ferenc nevét kapta. Előfordul a barlang az irodalmában Esztramosi Rákóczi 1. sz. barlang (Kraus 2003), Öreg-barlang (Bertalan 1976), Rákóczi I. (Öreg)-barlang (Bertalan, Kordos, Országh 1976), Rákóczi I. sz. barlang (Kordos 1977), Rákóczi I.sz.-barlang (Kordos 1978), Rákóczi 1. sz. -barlang (MKBT Meghívó 1977), Rákóczi-barlangcsoport 1. sz. barlangja (Bertalan 1976), Rákóczi Cave No. 1 (Takácsné, Eszterhás, Juhász, Kraus 1989), Rákóczi Cave no. 1 (Takácsné, Eszterhás, Juhász, Kraus 1989) és Rákóczi Caves No. I. (Kordos 1977) neveken is. 1982-ben volt először Rákóczi 1. sz. barlangnak nevezve a barlang az irodalmában.

## Kutatástörténet
A barlang felfedezéséhez az Esztramos-hegyen folytatott bányászati tevékenység vezetett, de ez a tevékenység volt az okozója sok barlang pusztulásának is. Az Esztramoson az 1830-as évektől vasércet fejtettek, 1948-tól mészkőbányászatot folytattak. A bánya legalsó, úgynevezett 7. szintjén egy 1920-as években készült vágatból kiinduló érckutató táró hajtása során az 1950-es években lyukadtak be az addig ismeretlen barlangba. A táróhoz képest keresztirányú hasadékrendszerrel kezdődő barlangba a bányászok sokáig a vágathajtás és a lenti munka során termelődő meddő kőzetet öntötték, hogy számos más üreghez hasonlóan, teljesen eltömjék azt, de a barlang olyan nagynak bizonyult, hogy tervükkel felhagytak. Ez a törmelék jelentősen megnehezítette a későbbi víz alatti kutatómunkát. A barlang első térképét Venkovits István készítette el 1958-ban.
A barlang feltáró kutatása csak az 1960-as években kezdődött meg. 1964-ben a Vámőrség Barlangkutató Csoportjának a tagjai (akiket Szilvássy Andor és Szilvássy Gyula vezetett) kezdték el az akkor még Öreg-barlang néven emlegetett barlang kutatását. A törmeléklejtőn leereszkedve egy termet és egy tiszta vizű tavat találtak, amelyet gumicsónakkal jártak be (I. számú tó). Némi bontás után egy másik, nagyobb méretű termet és egy nagyobb tavat (II. számú tó) találtak. A kutatók javaslatára II. Rákóczi Ferencről nevezték el a barlangot, illetve az Esztramos-hegyi barlangcsoportot. Még az 1960-as években megkezdődött a tavak intenzív kutatása, aminek jelentős lökést adott, hogy szintén a 7. szint egyik új bányatárójában egy új, nagy méretű barlangra, a Rákóczi 2. sz. barlangra bukkantak, amelynek tavaival a kutatók keresték a víz alatti kapcsolatot.
Az 1976-ban befejezett, Bertalan Károly által írt kéziratban szó van arról, hogy a Rákóczi-barlangcsoport 1. sz. barlangja (Öreg-barlang) az Esztramos-hegyen, Tornaszentandráson helyezkedik el. Bányavágatokon át, az egyik vágatot keresztező hatalmas hasadék hídjáról közelíthető meg a barlang bejárata, amely a bánya 170 méteres szintjén található. Az akkori leírás szerint a barlang kb. 200 méter hosszú és kb. 70 méter mély. Cseppköves, karsztvízszint alá nyúló járatai vannak. A kézirat barlangot ismertető része 2 publikáció alapján lett írva.
1976-ban vált országos jelentőségű barlanggá az 5400-as (Aggteleki-karszt) barlangkataszteri területen lévő, tornaszentandrási Rákóczi I. (Öreg)-barlang. Az országos jelentőségű barlangok 1976-ban összeállított listájában lévő barlangnevek pontosítása után, 1977. május 30-án összeállított listán az országos jelentőségű barlangok közt szerepel az Aggteleki-karszton, Tornaszentandráson található barlang Rákóczi 1. sz. -barlang néven. Az 1977. évi Karszt és Barlang angol nyelvű különszámában megjelent, The longest and deepest caves of Hungary (December 31, 1975) című közleményből megtudható, hogy az Aggteleki-karszton fekvő, 200 m hosszú, 70 m mély Rákóczi Caves No. I. 1975. december 31-én Magyarország 46. leghosszabb és 30. legmélyebb barlangja. A 47. leghosszabb barlang (Rákóczi 2. sz. barlang), a 48. leghosszabb barlang (Esztramosi Földvári Aladár-barlang), a 49. leghosszabb barlang (Leány-barlang) és az 50. leghosszabb barlang (Dorogi 1. sz. kaverna) szintén 200 m hosszú.
Az 1977. december 31-i állapot szerint (MKBT Meghívó 1978. május) a Rudabányai-hegységben lévő, 87 m mély és kb. 200 m hosszú Rákóczi I.sz.-barlang az ország 24. legmélyebb és 50. leghosszabb barlangja. Az 1977. évi Karszt és Barlangban megjelent összeállítás alapján, 1977. december 31-én Magyarország 55. leghosszabb barlangja az Aggteleki-karszton elhelyezkedő, 1977. december 31-én, 1976-ban és 1975-ben kb. 200 m hosszú Rákóczi I. sz. barlang. Az 56. leghosszabb barlang (Rákóczi 2. sz. barlang), az 57. leghosszabb barlang (Esztramosi Földvári Aladár-barlang), az 58. leghosszabb barlang (Leány-barlang) és az 59. leghosszabb barlang (Dorogi 1. sz. kaverna) szintén kb. 200 m hosszú. Az összeállítás szerint, 1977. december 31-én Magyarország 26. legmélyebb barlangja a Rudabányai-hegységben elhelyezkedő, 1977. december 31-én és 1976-ban 87 m mély, 1975-ben pedig 70 m mély Rákóczi I. sz. barlang. Ez az összeállítás naprakészebb az 1978. májusi MKBT Meghívóban publikált listánál.
Az 1980. évi Karszt és Barlang 1. félévi számában publikálva lett, hogy a kiemelt jelentőségű Rákóczi I. sz. barlang az 5400-as barlangkataszteri területen (Gömör–Tornai-karszt és Cserehát hegység) helyezkedik el. A barlangnak 5413/2. a barlangkataszteri száma. Az MKBT Dokumentációs Bizottsága a helyszínen el fogja helyezni, a többi kiemelt jelentőségű barlanghoz hasonlóan, a barlang fémlapba ütött barlangkataszteri számát. A barlangkataszteri szám beütéséhez alapul szolgáló fémlap ugyanolyan lesz mint a többi kiemelt jelentőségű barlang fémlapja.

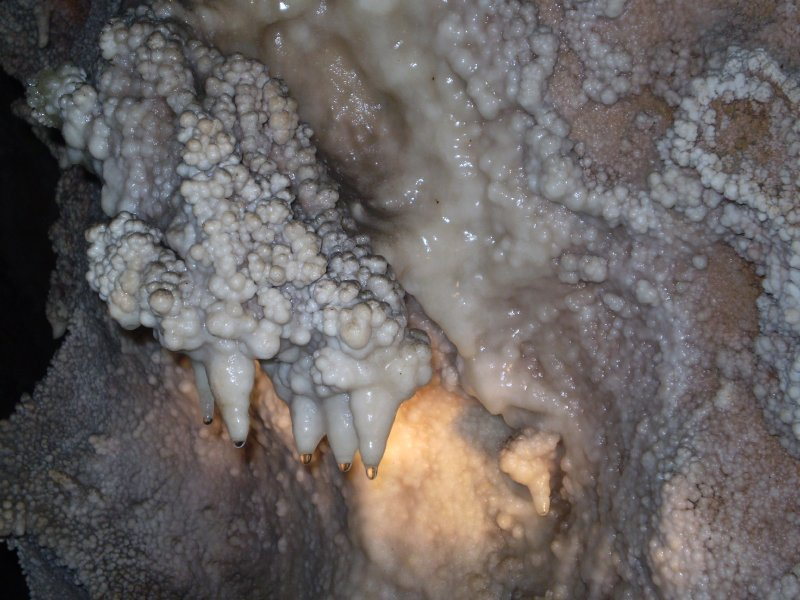
Képződmények a Rákóczi 1. sz. barlangban

1982. július 1-től az Országos Környezet- és Természetvédelmi Hivatal elnökének 1/1982. (III. 15.) OKTH számú rendelkezése (1. §. és 3. §., illetve 5. sz. melléklet) értelmében az Aggteleki-karsztvidéken lévő Rákóczi 1. sz. barlang fokozottan védett barlang. Ásványtani jelentősége alapján lett fokozottan védett barlang. Az 1982. szeptember–októberi MKBT Műsorfüzetben meg van említve, hogy az Aggteleki-karsztvidéken található Rákóczi 1. sz. barlang fokozottan védett barlang. A felsorolásban a barlangnevek az MKBT által jóváhagyott és használt helyesírás szerint, javított formában lettek közölve. 1982-ben a Ferencvárosi Természetbarát Sportkör Delfin Vízalatti Barlangkutató Csoportnak volt kutatási engedélye a barlang kutatásához.
Az 1984-ben megjelent, Magyarország barlangjai című könyvben részletesen le van írva. Az országos barlanglistában szerepel az Aggteleki-karszton lévő barlang Rákóczi 1. sz. barlang néven Öreg-barlang névváltozattal. A listához kapcsolódóan látható az Aggteleki-karszt és a Bükk hegység barlangjainak földrajzi elhelyezkedését bemutató 1:500 000-es méretarányú térképen a barlang földrajzi elhelyezkedése. A kiadvány egyik fényképmellékletében látható egy szürkeárnyalatos fénykép és ezen a fényképen apró kalcitkristályokkal bevont borsókő figyelhető meg, amely a barlangban képződött.
Az 1987. december 31-i állapot alapján Magyarország 66. leghosszabb barlangja az 5412/2 barlangkataszteri számú, 218 m hosszú Rákóczi 1. sz. barlang. A hosszúsági listában szereplő, de sorszámot nem kapott Tettyei-mésztufabarlang szintén 218 m hosszú. Az összeállítás szerint az 1977. évi Karszt és Barlangban közölt hosszúsági listában a Rákóczi 1. sz. barlang kb. 200 m hosszú. Kalinovits Sándor 1981. évi írott közlése, hogy a barlang 218 m hosszú. Az 1987. december 31-i állapot alapján Magyarország 37. legnagyobb függőleges kiterjedésű barlangja az 5412/2 barlangkataszteri számú, 79 m függőleges kiterjedésű Rákóczi 1. sz. barlang. Az összeállítás szerint az 1977. évi Karszt és Barlangban közölt mélységi listában a barlang 87 m mély. Hosszmetszetről van leolvasva, hogy a barlang 18 m magas és 61 m mély. Víz alatt 32 m van.
Az 1989. évi Karszt és Barlangban lévő, Magyarország barlangjai című összeállításban szó van arról, hogy az Aggteleki-karszt DK-i előterében van néhány, melegvizes behatást mutató barlang is. Ilyen hatásról tanúskodnak a Rejtek-zsomboly képződményei, illetve a Bódva-völgy túlsó oldalán emelkedő Esztramos-hegy hidrotermális jelenségei. Az Esztramoson a középkorban vasércet fejtettek. A fejtett vasérc kevés, de jó minőségű volt. Napjainkban kőbánya működik a hegy felső szintjén. A mészkövet behálózó bányatárók és szállítóvágatok egy tucat kisebb-nagyobb barlangot tártak fel, melyek közül legjelentősebb az alsó szinten nyíló Rákóczi 1. sz. barlang. A majdnem függőleges hasadékrendszer mentén kioldódott, 30–40 m magasságot is elérő csarnoksor a karsztvíz jelenlegi szintje alá ugyanilyen mélyen nyúlik le. A barlang falait cseppkövek és borsókövek díszítik. A különféle típusú képződmények egymásra rakódása a hajdani langyos karsztvízszint többszöri megemelkedésére, valamint visszahúzódására utal.
A publikációban lévő 1. ábrán (Magyarország térkép) be van mutatva a barlang földrajzi elhelyezkedése. A folyóirat 1989. évi különszámában napvilágot látott ennek az utóbbi tanulmánynak az angol nyelvű változata (The caves of Hungary). Ebben a tanulmányban Rákóczi Cave no. 1 (Rákóczi Cave No. 1) a barlang neve. Az angol nyelvű tanulmányhoz mellékelve megjelent egy olyan lista, amelyben Magyarország legmélyebb barlangjai vannak felsorolva. A felsorolás szerint az Aggteleki-karszton fekvő, 79 m mély Rákóczi 1. sz. barlang (Rákóczi Cave No. 1) 1988-ban Magyarország 37. legmélyebb barlangja. (1977-ben 87 m mély volt a barlang.)

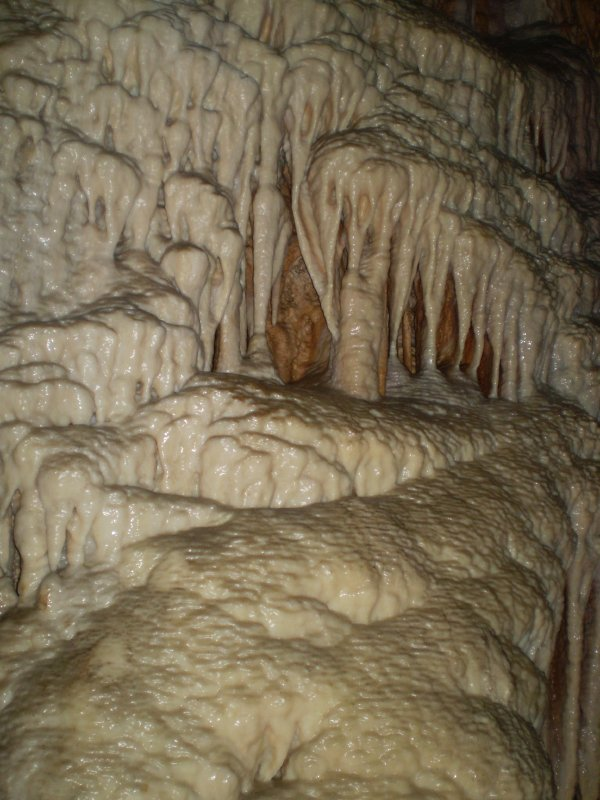
Cseppkövek a Rákóczi 1. sz. barlangban

1990-ben a Delfin Vízalatti Barlangkutató Csoportnak volt kutatási engedélye a barlang kutatásához. Az 1993. március–áprilisi MKBT Műsorfüzetben megjelent, hogy a KTM Természetvédelmi Hivatal egy plakátsorozat megjelenését tervezte, amelyen a magyarországi fokozottan védett barlangok szerepelnek, és ehhez diákat keresett. Előkészítés alatt állnak az Aggteleki-karszt fokozottan védett barlangjairól és a közeljövőben fokozottan védett barlangjairól készült plakátok, köztük a Rákóczi-barlangot ábrázoló is.
A barlang az Aggteleki-karszt és a Szlovák-karszt többi barlangjával együtt 1995 óta a világörökség része. A rendszeres kutatásoknak nem kedvezett a bányavállalattal való nehéz együttműködés és az ígéretesebbnek számító II. sz. tóhoz való bonyolult eljutás, de a bányászati tevékenység beszüntetése, azaz 1996 után az Aggteleki Nemzeti Park kezelésébe került barlang jól látogatható és kedvelt merülőhely. 1998. május 14-től a környezetvédelmi és területfejlesztési miniszter 13/1998. (V. 6.) KTM rendelete szerint az Aggteleki Nemzeti Park Igazgatóság illetékességi területén található Rákóczi 1. sz. barlang az igazgatóság engedélyével látogatható. 2001. május 17-től a környezetvédelmi miniszter 13/2001. (V. 9.) KöM rendeletének értelmében az Aggteleki-karsztvidék területén lévő Rákóczi 1. sz. barlang fokozottan védett barlang. Egyidejűleg a fokozottan védett barlangok körének megállapításáról szóló 1/1982. (III. 15.) OKTH rendelkezés hatályát veszti.
A 2000-es évek közepe óta az Amphora Búvár Klub folytat kutató és térképező tevékenységet a barlangban. A 2003-ban kiadott, Magyarország fokozottan védett barlangjai című könyvben található barlangismertetésben az olvasható, hogy a Rákóczi 1. sz. barlang 650 m hosszú, vízszintes kiterjedése 70 m, 61 m mély, 18 m magas és 79 m függőleges kiterjedésű. A könyvben lévő, Egri Csaba és Nyerges Attila által készített hosszúsági lista szerint az Aggteleki-karszton lévő és 5412-2 barlangkataszteri számú Rákóczi 1. sz. barlang Magyarország 38. leghosszabb barlangja 2002-ben. A 2002-ben kb. 650 m hosszú barlang 1977-ben kb. 200 m és 1987-ben 218 m hosszú volt. A könyvben található, Egri Csaba és Nyerges Attila által készített mélységi lista szerint az Aggteleki-karszton lévő és 5412-2 barlangkataszteri számú Rákóczi 1. sz. barlang Magyarország 42. legmélyebb barlangja 2002-ben. A 2002-ben 79 m mély barlang 1977-ben 87 m és 1987-ben 79 m mély volt.

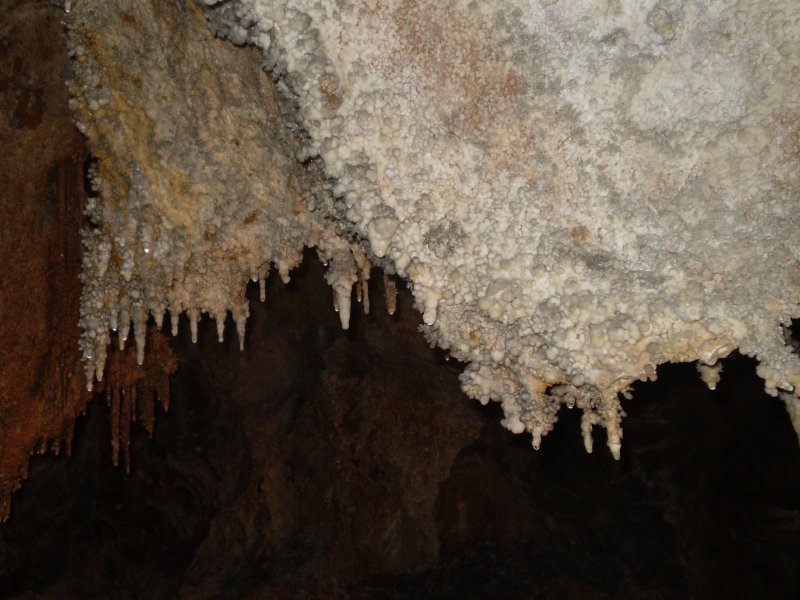
Képződmények a Rákóczi 1. sz. barlangban

A 2005-ben napvilágot látott, Magyar hegyisport és turista enciklopédia című kiadványban önálló szócikke van a barlangnak. A szócikk szerint a Rákóczi 1. sz. barlang az Aggteleki Nemzeti Park fokozottan védett egyik természeti értéke. A Bódvarákó és Tornaszentandrás között emelkedő Esztramos felhagyott kőbányájának 169,5 m tengerszint feletti magasságban lévő bányavágatában, a bejárattól 160 m-re van a barlang bejárata. Feltárásának pontos ideje ismeretlen. 1958-ban készült el a barlang első térképe. A 650 m hosszú és 79 m függőleges kiterjedésű üregrendszer triász mészkőben lévő függőleges hasadék mentén, vízszint alatti oldódással jött létre. Az üstös oldásformákkal tagolt barlang alját két helyen is tó tölti ki. Forma- és színgazdag, helyenként egymásra települt borsókőkiválások és cseppkőkiválások, aragonitbokrok, illetve tűs kalcitok díszítik falait. A hatalmas, nagyon visszaoldott cseppkőzászlók között tömegesen előforduló heliktitek egyedülállóak. Víz alatt helyezkedik el a járatok nagyobb része (350 m), amelyekben 44 m az elért legnagyobb mélység. Lábakon álló vas járószint biztosítja a képződmények védelmét. Szakvezetővel, legfeljebb 10 fős csoportokban járható a lezárt, kiépített és villanyvilágítással ellátott barlang.
Az Esztramosról szóló szócikkben szó van arról, hogy az Esztramosban számos (leginkább a bányászat következményeként feltárult) kisebb-nagyobb üreg található, amelyek közül négyet fokozott védelem alá helyeztek. A barlangok keletkezése főleg a karsztvízszint alatti (freatikus), a törések mentén a mélyből feláramló langyos és fentről beszivárgó hideg vizek oldó hatásának következménye. Jelentős mennyiségű és változatos formájú ásványkiválások alakultak ki a hegy kiemelkedésének és a Bódva bevágódásának hatására szárazzá vált üregekben. A barlangokat az Aggteleki-karszt és a Szlovák-karszt többi barlangjával együtt 1995-ben nyilvánították a Világörökség részévé. A BEAC Barlangkutató Csoport tevékenységében jelenleg meghatározók a magyarországi barlangtérképezési munkák, pl. Rákóczi-barlang. Czakó László szócikke szerint Czakó László részt vett a Bódvarákón, az esztramos-hegyi Rákóczi-barlangból történt mentésnek.

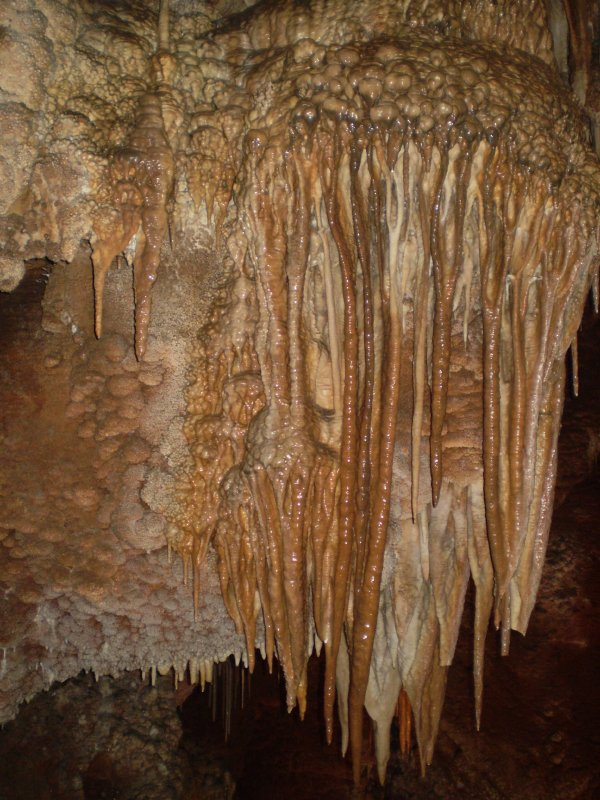
Cseppkövek a Rákóczi 1. sz. barlangban

Irsai Sándor szócikkében meg van említve, hogy Bátorságért érdemrenddel jutalmazták a 2002-ben, a Rákóczi-barlangban történt mentésnél tanúsított magatartásáért. Kalinovits Sándor szócikkében meg van említve, hogy az első jelentős barlangi eredményeit 1962-től 1968-ig a Ferenc-hegyi-barlang feltárási munkálatainál érte el. Ezt követően, illetve ezzel párhuzamosan folytatta az Esztramoson a Rákóczi-barlang kutatását 1964-től 1968-ig. Kovács György szócikkében meg van említve, hogy az Esztramos-hegynél lévő Rákóczi-barlangban történt mentésnél tanúsított magatartásáért 2002-ben a Bátorságért Érdeméremmel jutalmazták. Surányi Csaba búvár-barlangkutató szócikkében meg van említve, hogy részt vett az esztramosi barlangok kutatásában. Szilvássy Andor szócikkében meg van említve, hogy neki köszönhető az esztramosi Rákóczi-barlangok feltárása. Taródi Péter szócikkében meg van említve, hogy 2002-ben ő is részt vett a Rákóczi-barlangban sikeresen lezajlott búvármentésben. Vida István szócikkében ugyancsak meg van említve, hogy jelentős szerepe volt a 2002. évi ötnapos esztramosi sikeres barlangi mentésben.
2005. szeptember 1-től a környezetvédelmi és vízügyi miniszter 22/2005. (VIII. 31.) KvVM rendelete szerint az Aggteleki Nemzeti Park Igazgatóság működési területén található Rákóczi 1. sz. barlang a felügyelőség engedélyével látogatható. 2005. szeptember 1-től a környezetvédelmi és vízügyi miniszter 23/2005. (VIII. 31.) KvVM rendelete szerint az Aggteleki-karsztvidéken lévő Rákóczi 1. sz. barlang fokozottan védett barlang. A 2006. évi Vespertilioban közölt tanulmány szerint 2003. január 17-én a bódvarákói barlang tárójában egy nagy patkósdenevért, aknájában egy közönséges késeidenevért, egy szürke hosszúfülű-denevért észleltek Boldogh Sándor, Štefan Matis, Bihari Zoltán és Mihalik Imre. 2004. január 17-én Boldogh Sándor, Paulovics Péter és Barti Levente a bódvarákói barlang tárójában egy nagy patkósdenevért, aknájában két szürke hosszúfülű-denevért figyeltek meg. 2007. március 8-tól a környezetvédelmi és vízügyi miniszter 3/2007. (I. 22.) KvVM rendelete szerint az Aggteleki Nemzeti Park Igazgatóság működési területén lévő Rákóczi 1. sz. barlang látogatók számára nem megnyitott szakaszai az igazgatóság engedélyével tekinthetők meg.
2009-ben feltérképezték a barlang víz alatti részeit és videófelvételen rögzítették a bejárt járatokat. 2013. július 19-től a vidékfejlesztési miniszter 58/2013. (VII. 11.) VM rendelete szerint a Rákóczi 1. sz. barlang (Aggteleki Nemzeti Park Igazgatóság működési területe) idegenforgalom számára nem megnyitott szakaszai az igazgatóság hozzájárulásával látogathatók. A 2012–2014. évi Karszt és Barlangban közölve lett, hogy az idegenforgalmi célra hasznosított Rákóczi-barlangot 2012-ben 3 486 fő, 2013-ban 3 233 fő, 2014-ben 3 301 fő látogatta meg. 2015. november 3-tól a földművelésügyi miniszter 66/2015. (X. 26.) FM rendelete szerint a Rákóczi 1. sz. barlang (Aggteleki-karsztvidék) fokozottan védett barlang. A 2017-ben rendezett 61. Barlangnapon az egyik túracélpont volt. 2021. május 10-től az agrárminiszter 17/2021. (IV. 9.) AM rendelete szerint a Rákóczi 1. sz. barlang (Aggteleki Nemzeti Park Igazgatóság működési területe) idegenforgalom számára nem megnyitott szakaszai az igazgatóság engedélyével látogathatók. A 13/1998. (V. 6.) KTM rendelet egyidejűleg hatályát veszti.

## 2002. évi mentőakció

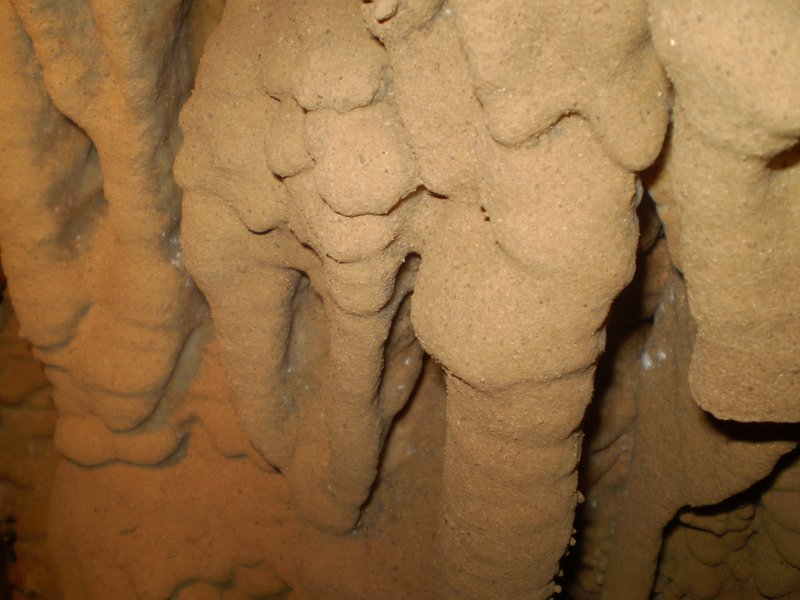
Képződmények a Rákóczi 1. sz. barlangban

A Rákóczi 1. sz. barlanghoz fűződik a 2000-es évek legnagyobb, barlangi mentési akciója. 2002. január 26-án a barlang II. számú tavában merülést végző búvárok közül Szilágyi Zsolt elvesztette a vezetőkötelet és nem tért vissza a társaival a merülőbázisra, a kiáltását viszont halkan, de hallották. Mint kiderült, a búvár az Ördög sörözője nevű, nagyjából 20 méteres mélységben lévő járatból felfelé kiágazó, addig ismeretlen ágban emelkedett fel, ahol szerencséjére egy alig másfél méteres, levegős fülkét talált. A szűk járatokban fellépő zavarosodás miatt nem tudta megtalálni a kifelé vezető utat és a társai sem tudtak bejutni hozzá, így értesítették a Barlangi Mentőszolgálatot.
A helyszínre érkező barlangi mentők, azaz Taródi Péter mentésvezető és Horváth Richárd mentésvezető-helyettes megállapították, hogy vagy meg kell találni az ismeretlen járatot, amelyen a búvár kiúszhat, vagy a hangok szerint, a levegős fülke vélt irányába tárót kell hajtani, amelyen keresztül szárazon hagyhatja el a helyet. Előbbi a már teljesen felkavarodott víz és a gyakorlatilag néhány centiméteres látótávolság miatt, utóbbi a nehéz hozzáférhetőség és a szükséges felszerelések odaszállítása miatt okoz nehézséget. Mindkét úton elkezdték a munkát és igénybe vették előbb a szlovák, majd a cseh barlangi mentők és barlangi búvárok segítségét is, kialakították a mentőbázist, gondoskodtak a mentést végzők ellátásáról. A keresés, valamint a táróhajtás alatt folyamatosan hangkapcsolatot tartottak fent a kényelmetlen testhelyzet és a hideg miatt egyre rosszabb állapotban lévő búvárral.
A víz alatti keresés január 29-én délben hozott eredményt, megtalálták az addig ismeretlen járatot és a már harmadik napja ott lévő Szilágyi Zsoltot. A legyengült búvár képtelen lett volna a saját erejéből a víz alatt kiúszni, illetve a mentés vezetői szerint nem lehetett felvállalni ezt a kockázatot, így amíg a táró el nem ért hozzá, élelmet, innivalót és gyógyszert vittek be neki, valamint Hajnal Gábor búvár-orvos is megvizsgálta és folyamatosan mellette volt valaki. A táróhajtás a szlovák barlangi mentők által hozott piropatronos kőzetrepesztési eljárásnak, valamint a megfeszített munkának köszönhetően, január 31-én 11 méter után elérte a búvár tartózkodási helyét, akit csaknem öt nap után, sikeresen hoztak a felszínre. A mentésben mintegy kétszáz ember vett részt, a búvárok összesen 286 merülést végeztek. A mentésről könyv jelent meg.

## Látogatási statisztika
A Rákóczi 1. sz. barlang látogatóinak száma évenként:
| év              | 2002 | 2003 | 2004 | 2005 | 2006 | 2007 | 2008 | 2009 | 2010 | 2011 | 2012 | 2013 | 2014 | 2015 | 2016 | 2017 | 2018 |
| látogatók száma | 307  | 382  | 1400 | 1498 | 1430 | 2744 | 3074 | 3491 | 2888 | 3466 | 3486 | 3233 | 3301 | 3341 | 3261 | 3285 | 1373 |